# هروه پورکت
هروه پورکت (انگلیسی: Hervé Porquet؛ زادهٔ ۲۲ مارس ۱۹۵۷) بازیکن فوتبال اهل فرانسه است.
از باشگاه‌هایی که در آن بازی کرده‌است می‌توان به باشگاه فوتبال پاری سن ژرمن اشاره کرد.